# Spoorlijn Köln Süd - Köln-Kalk Nord
De spoorlijn Köln Süd - Köln-Kalk Nord is een Duitse spoorlijn en is als spoorlijn 2641 onder beheer van DB Netze.

## Geschiedenis

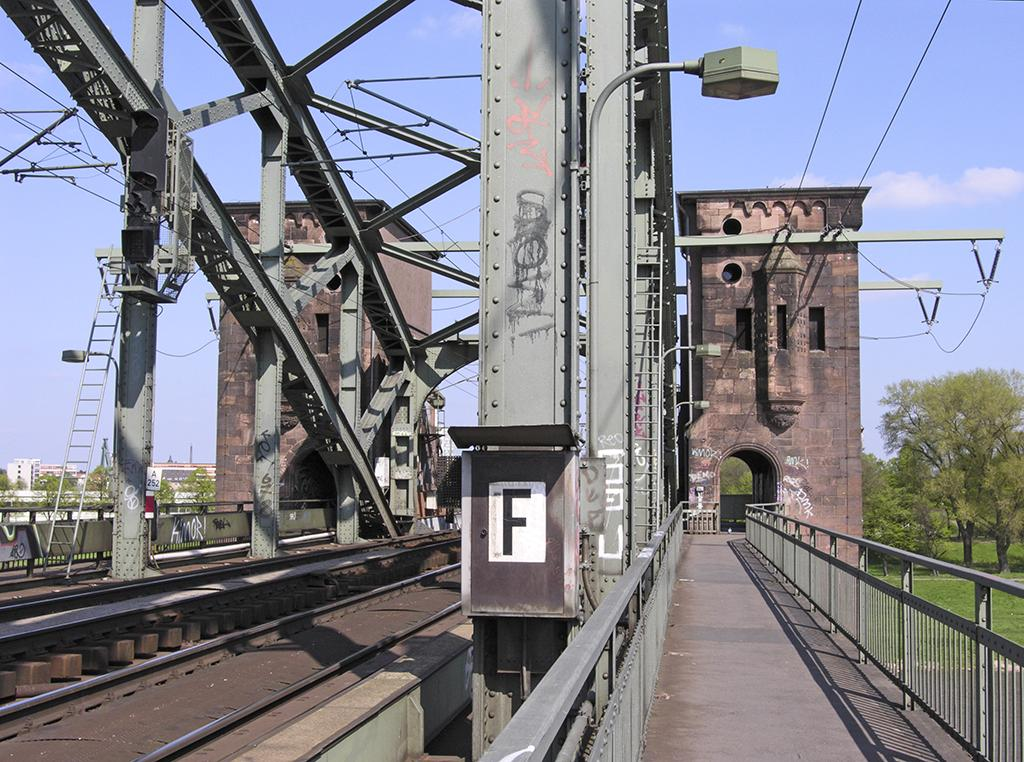
Köln Südbrücke

Het traject werd door de Preußische Staatseisenbahnen op 5 april 1910 geopend. Tijdens de bouw stortte op 9 juli 1908 een deel van de brug in. Na het opblazen van de brug over de Rijn op 6 januari 1945 werd de lijn heropend op 3 mei 1946.

## Treindiensten
De Deutsche Bahn gebruikt dit traject als omleiding voor ICE treinen, daarnaast is de lijn in gebruik voor goederenvervoer.

## Aansluitingen
In de volgende plaatsen is of was er een aansluiting op de volgende spoorlijnen:
Köln Süd
DB 2630, spoorlijn tussen Keulen en Bingen (DB 2642)
DB 2640, spoorlijn tussen Köln West en Kalscheuren
Köln Bonntor
DB 2642, spoorlijn tussen Köln Süd en Köln Bonntor
DB 2643, spoorlijn tussen Köln Eifeltor en Köln Bonntor
DB 2644, spoorlijn tussen Köln Eifeltor en Köln Hafen
aansluiting Köln Südbrücke
DB 2656, spoorlijn tussen de aansluiting Köln Südbrücke en Gremberg
Köln-Kalk Süd
DB 2651, spoorlijn tussen Keulen en Gießen
Köln-Kalk Nord
DB 48, spoorlijn tussen Köln Deutz en Köln-Kalk Nord
DB 2324, spoorlijn tussen Mülheim-Speldorf en Niederlahnstein
DB 2666, spoorlijn tussen Köln-Kalk Nord en de aansluiting Gremberg Süd
DB 2667, spoorlijn tussen Köln-Kalk Nord en de aansluiting Vingst
DB 2669, spoorlijn tussen Köln-Kalk Nord en Köln-Mülheim
DB 9614, spoorlijn tussen Köln-Kalk Nord en Köln-Deutz Hafen

## Elektrische tractie
Het traject werd in 1962 geëlektrificeerd met een wisselspanning van 15.000 volt 16⅔ Hz.